# Devon McTavish
Devon McTavish est un footballeur américain, né le 8 août 1984 à Winchester, Virginie, États-Unis.
Il évolue depuis 2006 avec le club américain du D.C. United.

## Clubs
- 2006- :  D.C. United